# Бач (Новаци)
Бач (мкд. Бач) је насеље у Северној Македонији, у јужном делу државе. Бач припада општини Новаци.
Бач је до 2004. године био седиште истоимене општине, која је тада припојена општини Новаци.

## Географија
Насеље Бач је смештено у крајње јужном делу Северне Македоније, близу државне границе са Грчком (4 km јужно од насеља). Од најближег већег града, Битоља, насеље је удаљено 28 km југоисточно.
Бач се налази у југоисточном делу Пелагоније, највеће висоравни Северне Македоније. Насељски атар је већином равничарски, док се југоисточно од села издиже планина Ниџе. Поред села тече речица Сакулева, значајна притока Црне реке. Надморска висина насеља је приближно 600 метара.
Клима у насељу је умереноконтинентална.

## Историја
Код цркве налази се српско војно гробље, погинулих војника за време солунског фронта (Први светски рат). Ту је претходно било здање у којем се 1916. године налазио штаб српске Врховне команде. Гробље је у лошем стању, као и остала српска војна гробља у Добровенима и Скочивиру, која су у стању пропадања.
Веће српско војно гробље налази се у Битољу.
- Српско војно гробље у селу Бач
- Гроб војника Бранка Ђурђевића из Ђурисела

## Становништво
Бач је према последњем попису из 2002. године имао 172 становника.
Претежно становништво по последњем попису су етнички Македонци (99%), а остало су Срби.
Већинска вероисповест било је православље.